# ストリートファイター リアルバトル オン フィルム
『ストリートファイター リアルバトル オン フィルム』（STREET FIGHTER REAL BATTLE ON FILM、北米版はStreet Fighter: The Movie）は、カプコンより発売された対戦型格闘ゲーム。1995年8月11日にセガサターンで、同年同月12日にPlayStationで発売された。

## 概要
1994年に公開されたアメリカ映画『ストリートファイター』の実写映像を使用した格闘ゲームである。本作に先駆けて1995年5月末から稼動したアーケードゲーム『ストリートファイター ザ・ムービー』（米国インクレディブルテクノロジーズ社が開発）とその見た目やコンセプトが類似しているが、本作はアーケード版の移植作品ではなくゲーム内容は大幅に異なる。北米では本作『リアルバトル オン フィルム』が、アーケード版と同じ "Street Fighter: The Movie" というタイトルでアクレイムから発売されているが、アーケード版とは内容が異なる。
アーケード版『ザ・ムービー』は元のゲームである『ストリートファイターII』（以下『ストII』）とはゲーム性や雰囲気が大幅に変化していた。それに対し、本作『リアルバトル オン フィルム』はグラフィックこそ前者の流用である（ただし、アーケード版のような滑らかさはない）ものの、『スーパーストリートファイターIIX』（以下『スパIIX』）のゲームバランスをベースとしている。また、『ザ・ムービー』では俳優自身であったキャラクターの声も、全て日本人の声優により吹き替えられている。
なお、本作は映画版のストーリーを基にしているため、キャラクターの名前は映画に準拠し、一部の名前が日本のゲーム版から入れ替わっている。
| 立ち位置         | 日本版ゲームの名称     | 映画および欧米版の名称   |
| ---------------- | ---------------------- | ------------------------ |
| 黒人のボクサー   | M.バイソン（M. Bison） | バルログ（Balrog）       |
| スペイン人の闘士 | バルログ（Balrog）     | ベガ（Vega）             |
| シャドルーの首領 | ベガ（Vega）           | バイソン将軍（M. Bison） |

## システム
『スパIIX』をベースとし、スーパーコンボも存在するが、それ以外の新要素として「スーパー必殺技」というシステムがある。
スーパー必殺技
通常の必殺技の強化版で、『ヴァンパイア』シリーズの「ES必殺技」や『ストリートファイターIII』の「EX必殺技」に相当する。技が強化されダメージやヒット数などが増加するほか、一部の技は性能自体が大幅に変化する。ただし、スーパー版が存在しない必殺技もある。
スーパーコンボゲージが半分以上溜まっている状態の時に、対応した必殺技の「通常のコマンド+ボタン2つ以上同時押し」で発動するが、その際にゲージを半分消費する。ただしゲージが完全に溜まっている（ゲージ内に「SUPER」が表示されている）状態ではゲージを消費せず無制限に使用可能となる。このため、キャラクターによってはゲージが満タンまで溜まったらスーパー必殺技を連発するなどの戦法も可能。

## ゲームモード
本作には4種類のバトルモードが存在する。
ムービーバトル
映画『ストリートファイター』のシナリオをベースとしたモード。プレイヤーはガイル大佐を操り、バイソン将軍のアジトの情報を集めてそこへ乗り込み、最終的に対決し勝利するのが目的。道中はサウンドノベルのように選択肢が登場し、その選択によって進行ルートや戦う敵などが変化する。敵に負けても何回でもコンティニューが可能だが、基地にたどり着くまでに敵との戦いに時間をかけすぎると、制限時間切れでゲームオーバーとなる。
このモードのエンディングでは、CHAGE&ASKAが歌う主題歌『Something There』のビデオクリップが流れ、一度このモードをクリアしたセーブデータではいつでも観賞できるようになる。
ストリートバトル
原作『ストII』のように、好きなキャラクターを選択し、12人の敵を順に倒していくモード。ただし、『ストII』では四天王であるM.バイソン（本作ではバルログ）とバルログ（本作ではベガ）が通常の敵となり、代わりにザンギエフとディージェイが9人目、10人目に登場する。
このモードではキャラクター別にそれぞれ固有エンディングが存在する。また、特定条件を満たすと最終ステージでバイソン将軍の代わりに豪鬼が登場する。
バーサスバトル
2人対戦専用のモード。1勝負ごとにキャラクターやステージを変更でき、ハンディキャップも設定できる。
トライアルバトル
全キャラクターと順番に戦う勝ち抜きモード。設定にかかわらず難易度は固定されている。プレイ後にはその成績により「格闘家指数」が表示される。

## 登場キャラクター
全てのキャラクターの設定は映画版『ストリートファイター』がベースとなっているが、使用する必殺技は『スパIIX』に準拠している。また、『スパIIX』や『ザ・ムービー』とは登場するキャラクターが一部異なる。『スパIIX』と比較すると、キャプテン・サワダが登場する代わりにダルシム、サンダー・ホーク、フェイロンは操作キャラクターとして登場しない（ダルシムとサンダー・ホークは一部のデモや背景などに登場する）。
それぞれのキャラクター名の後にそれを演じた俳優を記載する。なお、各キャラクターの声優は公表されていない。
ガイル大佐 (Colonel Guile)
演 - ジャン＝クロード・ヴァン・ダム
本作の主人公。映画と同じく、本作ではアメリカ空軍の少佐ではなく連合シャドルー派遣軍を率いる大佐という設定。バイソン将軍に囚われた国連救済派遣団員63名と、行方不明となった親友カルロスを含む捜索隊員を救出するため東南アジアのシャドルーシティに突入する。
エンディングではバイソン軍壊滅作戦に成功したことで世界的英雄となり、その後もヨーロッパ、中東、南アメリカなど数多くの紛争地帯の司令官を歴任する。
キャミィ (Cammy)
演 - カイリー・ミノーグ
イギリス軍情報部将校。連合軍におけるガイル大佐の部下であり、中尉。電子・情報部門を担当するが、格闘技にも精通する。ムービーバトルではガイル大佐のサポート役としてデモに登場する。
エンディングではイギリス軍に戻りキャリアを伸ばしていくが、ガイル大佐率いる連合軍が編成される時は必ず参加し、サポート役として活躍を続ける。
キャプテン・サワダ (Captain Sawada)
演 - 沢田謙也
日本人将校。ガイル大佐の部下であり、国連軍コマンド部隊を率いる大尉。ガイル大佐とは別の部隊を率いて、陰から作戦を手助けしていた。AC版『ストリートファイター ザ・ムービー』では地味な性能であったが、本作では他のキャラクターが『スパIIX』準拠の落ち着いた性能になったのとは逆に、奇抜な新技を備えての登場となった。ハラキリを行う「獄殺自爆陣」や連続攻撃「沢田スペシャル'95」、スーパーコンボの「カミカゼアタック」などは全て本作からの技である。
エンディングではバイソン軍壊滅の陰の功労者と称えられ、その後も世界の平和に尽くしていく。また、ガイルとは互いに敬意を表し合っていることが明かされている。
チュンリー (Chun-Li Zang)
演 - ミンナ・ウェン
中国の格闘家であり、表向きはテレビ局のレポーター。バイソン将軍に復讐を果たすため結成されたレジスタンスのリーダーでもある。殺害された父の仇を討つため、ガイルたち連合軍に頼らず、別行動で独自に作戦を進める。
エンディングでは復讐を果たした後、有名な美人キャスターとして世界中で活躍する。
E.本田 (E. Honda)
演 - ピーター・トゥイアソソポ
チュンリーと共にバイソン将軍を追い詰める作戦に組する。ハワイ出身の元スモウレスラーで、横綱昇進を前に廃業に追い込んだバイソン将軍に恨みを持つ。テレビ局の撮影クルーとしてチュンリーに付き従い計画を進める。
エンディングでは日本の土俵に戻り、横綱となり連勝記録を塗り替える。たまに行うザンギエフとのトレーニングを楽しみにしており、記録は86勝85敗27分けで1勝多い。
バルログ (Balrog)
演 - グランド・L・ブッシュ
日本版『ストII』での名前はM.バイソン。本作では悪役ではなく、ボクサー廃業に追い込んだバイソン将軍に恨みを持つ設定。元ボクシングヘビー級チャンピオンだが、サガットにボクサー生命を奪われている。本田と同様、テレビ局のカメラマンとしてチュンリーに付き従い計画を進める。
エンディングではリングに戻り、ヘビー級チャンピオンのベルトを勝ち取る。
リュウ (Ryu Hoshi)
演 - バイロン・マン
香港出身の流浪の空手家。ケンとともに悪人を騙す義賊として小さな悪事などを働き、生計を立てている。信義に厚く、ガイル大佐に協力して人質救出にあたる。
エンディングではバイソン軍壊滅後のシャドルーの復興に力を注ぎ、町の平和を見届けた後は再び流浪の旅に出る。
ケン (Ken Masters)
演 - ダミアン・チャパ
リュウとコンビを組む、流れのストリートファイター兼ハスラー。楽天的な性格で、シャドルー・ギャング相手に一儲けしようと目論んでいる。本作ではリュウよりも技のリーチが短い。
エンディングではガイルの連合軍入りは辞退したものの協力も惜しまず、そのひらめきを活かしてシャドルー復興に力を尽くした。
ブランカ (Carlos Blanka)
演 - ロバート・マンモン
AC版『ザ・ムービー』には登場しなかったが、本作ではプレイヤーキャラクターとなった。本作ではガイルの無二の親友で連合軍将校のカルロス・ブランカ（愛称チャーリー）がバイソン将軍の実験により改造されたという設定である。なお、本作の対戦ゲーム中では改造後の姿だが、エンディングでは改造前の姿で登場する。
また、彼を改造したダルシム博士（演 - ロシャン・セス）がステージ背景やエンディングの文章に登場する。
エンディングではバイソン軍壊滅後に行方不明になるが、ダルシム博士の治療を受けていると噂されている。
ベガ (Vega)
演 - ジェイ・タバーレ
日本版『ストII』での名前はバルログ。本作ではサガット配下の闇の格闘家であり、AC版『ザ・ムービー』と違い仮面を装着していない。シャドルー闘技場で無敗を誇っており、鋼鉄の爪を武器にしたスピーディーな攻撃を得意とする。
エンディングではバイソン軍壊滅のどさくさに紛れ逃げ出し、闇格闘技の世界に戻り無敗を誇るチャンピオンとなる。
ザンギエフ (Zangief)
演 - アンドリュー・ブライアンスキー
本作ではバイソン軍の幹部であり、四天王扱い。バイソン将軍のボディーガード兼補佐役。正義感は強いが頭脳が弱く、バイソン将軍に騙されている。
エンディングではバイソン軍壊滅後にモスクワでプロレスラーの生活に戻るが力を持て余し、軍隊に入り時折ガイルたちと行動を共にしている。また、ホンダとはペンフレンドになっている。
ディージェイ (Dee Jay)
演 - ミゲル・A・ヌネス・ジュニア
本作ではバイソン軍の幹部であり、四天王扱い。バイソン将軍の知恵袋として要塞の司令部で働くコンピュータのエキスパート。軽薄な性格で、バイソン将軍に従っているのは金払いが良いからであり、忠誠心があるわけではない。大金持ちになって故郷ジャマイカで暮らすことを夢見ている。AC版『ザ・ムービー』には登場しなかったが、本作ではプレイヤーキャラクターとなった。
エンディングではバイソン軍壊滅後、しばらくサガットのもとにいたが取引の金を持ち逃げし、有能なキーエンジニアとしてアメリカやヨーロッパの影の支配者たちのもとを転々とする。
サガット (Viktor Sagat)
演 - ウェス・ステュディ
本作ではバイソン将軍と手を組む、東南アジア最大の戦闘集団シャドルー・ギャングの首領。バイソン将軍に武器を供給している。
エンディングではバイソン軍壊滅後しばらくベガとともに身を潜めていたが、シャドルー復興後は連合軍の目を盗み、シャドルーギャングのボスの座を取り戻す。
バイソン将軍 (General Bison)
演 - ラウル・ジュリア
日本版『ストII』での名前はベガ。武装国家シャドルーに君臨するテロリスト集団のボス。シャドルーに派遣された国連救済派遣団を人質に取り、国連に対し200億ドルの身代金を要求しており、遺伝子技術を駆使したバイオ兵士を使って世界征服を企む。本作の最終ボスとして登場し、ムービーバトルでは映画と同じく一度倒した後にパワーアップ（スーパーコンボゲージが無限）して蘇る。
エンディングでは連合軍を完全に退け勢力を増し、シャドルーシティにバイソンポリスを建設する。
豪鬼 (Gouki)
演 - アーニー・レイズ・シニア
映画本編には未登場。AC版『ザ・ムービー』では日本国外版に準拠したアクマ（Akuma）という名前だったが、本作では『スパIIX』や『ZERO』と同様に日本版と日本国外版で名称が使い分けられている。条件を満たすとストリートバトルの最終ステージでバイソン将軍の代わりに最終ボスとして登場する他、トライアルバトルの最終ボスとしても登場する。また、隠しコマンドを入力することでプレイヤーキャラクターとしても使用できるが、『スパIIX』同様若干の調整が施される。『スパIIX』ではスーパーコンボを持っていなかったが、本作では豪鬼のみ「滅殺豪波動」と「滅殺豪昇龍」の異なる2種類のスーパーコンボが使用可能。ただし、『ザ・ムービー』にはあった「瞬獄殺」は使用できない。また勝利メッセージが従来作と違い古風な口調ではなく残虐的なものが多い。